# Stars und Bars (Roman)
Stars und Bars (engl. Originaltitel: Stars and Bars) ist die deutschsprachige Ausgabe des 1984 erschienenen dritten Romans von William Boyd. Die deutsche Übersetzung von Hermann Stiehl erschien 1988.
Stars und Bars ist ein pikaresker Roman über die Reise eines englischen Kunsthistorikers in die US-amerikanischen Südstaaten.
Sein Handlungszeitraum umfasst wenige Tage im Jahr 1982. Protagonisten sind Henderson Dores (ein in New York arbeitender englischer Kunsthistoriker), eine Reihe von Kollegen und Freunden Hendersons in New York sowie eine Familie im (fiktiven) Luxora Beach in der Nähe von Atlanta (Georgia).
Der Roman umfasst drei Teile – Vierundzwanzig Stunden in New York, Der Süden und ein weiteres Mal Vierundzwanzig Stunden in New York – mit insgesamt 23 Kapiteln.

## Inhalt
Vierundzwanzig Stunden in New York
Der 39-Jährige englische Kunsthistoriker Henderson Dores arbeitet seit zwei Monaten als Taxator bei einem kleinen New Yorker Auktionshaus. Er ist nach Amerika gekommen, um seinen Minderwertigkeitskomplex zu bekämpfen, „weil hier die Schüchternheit verbannt, geächtet, verboten“ ist. Er hat Melissa, seine Ehefrau aus früheren Jahren wieder getroffen und trägt sich mit dem Gedanken, die inzwischen bereits zum zweiten Mal Geschiedene erneut zu heiraten, trifft sich allerdings nebenher regelmäßig mit seiner Geliebten Irene. Das Auktionshaus beauftragt ihn mit der Sichtung der zur Versteigerung angebotenen Gemälde-Sammlung des Millionärs Loomis Gage in Georgia.
Der Süden
Dores fährt zusammen mit Melissas 14-Jähriger, heftig pubertierender Tochter Bryant in das Dorf Luxora Beach östlich von Atlanta und stößt dort auf die skurrile Familie Gage. Der 82-Jährige Loomis Gage lebt mit seinen Söhnen, seiner Tochter sowie seiner Haushälterin und deren Sohn in einem großen alten Haus auf einem Anwesen außerhalb des Dorfes. Henderson bekommt es mit einer Mischung aus mürrischer Abweisung, offener Feindschaft und überschwänglicher Gastfreundschaft zu tun, die von einer Gruppe ausgeht, deren soziale Ordnung und hierarchische Struktur ihm bis zum Ende nicht deutlich wird. Der älteste Sohn Freeborn, der mit seiner hochschwangeren Frau Shanda in einem Wohnmobil auf dem Hof lebt und merkwürdige Geschäfte tätigt, entpuppt sich schnell als aggressiver Möchtegern-Cowboy; der zweite Sohn Beckman hat sich eine Lebenslüge als Vietnamkriegs-Veteran – der er nie war – zurechtgelegt und bezeichnet sich als Elementarteilchenphysiker; die attraktive, junge Tochter Cora konfrontiert Henderson offen mit seinen Schwächen; die ewig mürrische Haushälterin Alma-May versorgt die ganze Sippe mit merkwürdigen Gerichten; ihr Sohn Duane ist nie zu sehen.
Die Gemäldesammlung, die Gage in den Zwanziger Jahren mit seinem durch Parkplatz-Patente verdienten Vermögen in Paris zusammengekauft hat, umfasst tatsächlich eine Reihe wertvoller Bilder von Künstlern wie Vuillard, Sisley, Braque und Derain sowie einige minderwertige holländische Landschaften. Henderson schätzt die zu erzielende Summe auf 2, 3 Millionen Dollar.
Nachdem Henderson in wenigen Tagen Höhen und Tiefen durchlebt – er wird von Freeborn bedroht; ein Schäferstündchen mit Irene in einem absurd-modernistischen Hotelkomplex in Atlanta wird zum Debakel; Bryant verliebt sich in Duane und will ihn heiraten; sein Auto wird in Nacht- und Nebelaktionen stückweise zerlegt; zwei Galeristen aus New York tauchen auf und zeigen ebenfalls Interesse an den Bildern – wird er sich mit Gage einig, der allerdings am selben Tag einen Herzanfall erleidet und stirbt, so dass die Gemäldesammlung an Freeborn übergeht, der sie nun an die Konkurrenz verkaufen will. Als Duane die Bilder in einem nächtlichen Autodafé verbrennt – angeblich auf Veranlassung des alten Loomis –, verlässt Henderson fluchtartig den Süden – mit Shanda und der sedierten Bryant im Schlepptau.
Vierundzwanzig Stunden in New York
Kaum in New York zurück, wird Henderson von Freeborn und den beiden Galeristen – die sich als Betreiber einer Fälscherwerkstatt entpuppen – entführt, mit dem Leben bedroht und nackt in der Werkstatt auf der Lower East Side eingeschlossen, von wo er allerdings fliehen kann. Bekleidet mit nichts weiter als einem Pappkarton wandert er durch das nächtliche Manhattan zu seinem Fitness-Club, wo es zu einem letzten Showdown mit den Gangstern kommt, bei dem ihm sein schwarzer Fechttrainer zu Hilfe kommt. Zum Schluss erhält Henderson zweimal Post: einen Brief aus England mit Aufklärung über den Tod seines Vaters im Zweiten Weltkrieg sowie ein Päckchen von Cora: ein kleines Gemälde aus der Sammlung Gage mit dem seltenen mythologischen Motiv von Demeter und Baubo.

## Themen und Motive
Zentrales Thema des Romans ist die Konfrontation der Kulturen: der englischen und amerikanischen; der New Yorker und der der Südstaaten; der Welt des Kunsthandels und der des heruntergekommenen Südstaaten-Adels, somit des neuen und des alten Geldes. Boyd zelebriert in vielen skurrilen Episoden die Möglichkeiten und vor allem Unmöglichkeiten dieser Konfrontation. Henderson scheint letztendlich an seinem Versuch der Anpassung zu scheitern: „Der Kampf zur Anpassung seiner Persönlichkeit an die neue Umgebung, zur Vermischung mit seiner erwählten Kultur wie Öl und Essig, fand einfach nicht statt. Diese Kultur war zu unnachgiebig; er und Amerika fanden einfach nicht zu der Harmonie, die er sich erhofft hatte.“ Dann findet er über einen letzten Kraftakt, der nackten Wanderung durch New York, doch zu einer Art Versöhnung mit der so absurd erscheinenden amerikanischen Wirklichkeit.
Ein weiteres Motiv ist wie in vielen Romanen Boyds die erotische Seite seines Anti-Helden. Melissa hat ihn vor Jahren wegen Ehebruchs verlassen und verweigert ihm nun beim Neuanfang den „vorehelichen“ Sex, so dass er sich bei der rassigen und unberechenbaren Irene schadlos hält. Auf der Reise nach Süden bemerkt er erschreckt die aufblühenden Reize Bryants – Boyd deutet hier unverkennbar auf Vladimir Nabokovs Lolita hin. Schließlich nähert er sich der melancholischen Cora, muss allerdings zu seinem Entsetzen feststellen, dass er die Situation missdeutet hat.
Die anhaltende Vatersuche Hendersons ist Teil seiner gestörten Persönlichkeitsentwicklung: Sein Vater, der im Krieg in Burma gefallen war, hinterließ einen Brief an sein ungeborenes Kind; allerdings war er der felsenfesten Überzeugung, dass es ein Mädchen werden würde, so dass Henderson mit der Bürde lebt, „dadurch, dass er ein Knabe wurde, seinen Vater im Stich gelassen“ zu haben. In einer weiteren absurden Volte des Romans erhält Henderson am Ende einen Brief aus England, in dem ihm ein Kriegskamerad seines Vaters mitteilt, dass dieser in Burma von einer aus einem Versorgungsflugzeug abgeworfenen Ananasdose erschlagen wurde.
Der englische Originaltitel Stars and Bars bezieht sich auf den Namen der ursprünglichen Flagge der amerikanischen Südstaaten. Der Titel der deutschsprachigen Ausgabe als wortwörtliche Übersetzung führt in die Irre und hat auch nur sehr entfernt mit dem Inhalt des Romans zu tun.

## Verfilmung
- 1988 Stars & Bars (dt. Stars and Bars – Der ganz normale amerikanische Wahnsinn), Regie: Pat O’Connor, mit Daniel Day-Lewis (als Henderson Dores). Drehbuch: William Boyd

## Ausgaben
- 1984 englische Originalausgabe bei Hamish Hamilton, London
- 1988 deutsche Erstausgabe, dt. von Hermann Stiehl, Reinbek bei Hamburg: Rowohlt. ISBN
- 1990 Taschenbuch, Reinbek bei Hamburg: Rowohlt. rororo 12803. ISBN 3-499-12803-9
- 2010 Taschenbuch, Berlin: Berlin-Verlag. ISBN 978-3-8333-0563-4